# Autoroute A1 (Pays-Bas)
Pour les articles homonymes, voir Autoroute A1 et A1.
L'autoroute néerlandaise A1 (en néerlandais Rijksweg 1) relie Watergraafsmeer, à l'est d'Amsterdam, à De Lutte, à la frontière allemande, d'où la voie automobile continue comme BAB30 dans la direction d'Osnabrück. Entre les échangeurs de Watergraafsmeer et de Hoevelaken, l'itinéraire de l'A1 correspond à l'E231. Entre Hoevelaken et l'Allemagne, l'itinéraire correspond à l'E30, en passant par Apeldoorn, Deventer, Almelo et Hengelo.

## Histoire

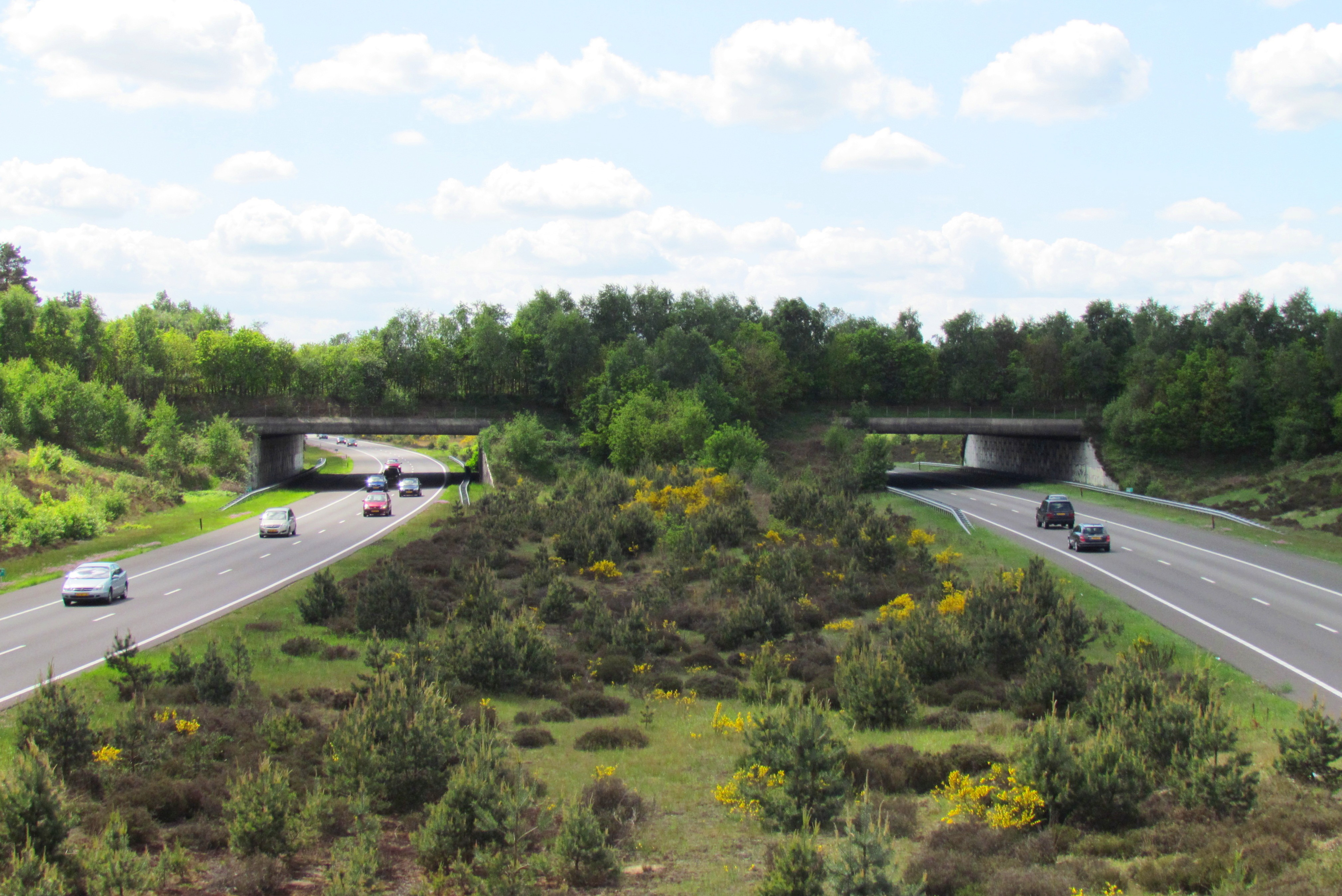
L'autoroute A1 dans la Veluwe.

Le 27 octobre 1993, entre les échangeurs de Diemen et de Muiderberg, une voie réservée au covoiturage est ouverte, la première de ce type en Europe ; seuls les véhicules ayant trois passagers ou plus ont le droit de l'emprunter. L'objectif est de réduire les embouteillages à cet endroit. L'expérience ne rencontre pas de franc succès : la longueur et la fréquence des embouteillages ne diminuent pas et la voie réservée n'est pas employée de manière intensive.
À partir de septembre 1994, la voie est réservée à augmenter la capacité de l'autoroute aux heures de pointe (basculement de la voie possible dans les deux sens). Dans les années 2010, l'autoroute est reconstruite près de Muiderpoort. En effet, la Rijkswaterstaat aménage cinq voies de chaque côté au lieu de trois auparavant pour remédier aux embouteillages.

## Source
- (nl) Cet article est partiellement ou en totalité issu de l’article de Wikipédia en néerlandais intitulé « Rijksweg 1 » (voir la liste des auteurs).